# Ceiba rosea
Ceiba rosea es una especie de planta perteneciente a la familia de las malváceas. Es originaria de  Colombia, Costa Rica y Panamá. está tratada en peligro de extinción por la pérdida de hábitat.

## Descripción
Es un árbol o arbusto, usualmente semi epífita; con estípulas persistentes. Las hojas son digitadas, alternas, con de 5 a 9 folíolos, elípticos u oblanceolados, con el ápice acuminado. Las inflorescencias, formadas por flores rosadas a rojizas, se producen en el extremo de las ramitas, aparecen solitarias o en pares, tienen de 6 a 9 cm de largo. El fruto es una cápsula dehiscente con cinco valvas, de 12 cm de largo, que tornan pardas cuando maduran.

## Distribución y hábitat
Se encuentra en la costa del Pacífico en una altitud media de la Cordillera Central en Panamá, y en el Chocó en Colombia y Alajuela en Costa Rica. 

## Taxonomía
Ceiba rosea fue descrita por (Seem.) K.Schum. y publicado en Flora Brasiliensis 12(3): 205. 1886.
Sinonimia
- Ceiba allenii Woodson
- Chorisia rosea Seem.
- Spirotheca allenii (Woodson) Cuatrec.
- Xylon roseum Kuntze[3]